# Baron Clanmorris

Wappen der Barone Clanmorris

Baron Clanmorris, of Newbrook in the County of Mayo, ist ein erblicher britischer Adelstitel in der Peerage of Ireland.

## Verleihung
Der Titel wurde am 31. Juli 1800 für den Abgeordneten im irischen Unterhaus John Bingham geschaffen. Die Verleihung erfolgte im Zusammenhang mit seiner Zustimmung zum Act of Union 1800.
Heutiger Titelinhaber ist seit 1988 sein Ur-ur-ur-urenkel Simon Bingham als 8. Baron.

## Liste der Barone Clanmorris (1800)
- John Bingham, 1. Baron Clanmorris (1762–1821)
- Charles Bingham, 2. Baron Clanmorris (1796–1829)
- Denis Bingham, 3. Baron Clanmorris (1808–1847)
- John Bingham, 4. Baron Clanmorris (1826–1876)
- John Bingham, 5. Baron Clanmorris (1852–1916)
- Arthur Bingham, 6. Baron Clanmorris (1879–1960)
- John Bingham, 7. Baron Clanmorris (1908–1988)
- Simon Bingham, 8. Baron Clanmorris (* 1937)

Titelerbe (Heir Presumptive) ist der Cousin zweiten Grades des aktuellen Titelinhabers, Derek Bingham (* 1942).